# ملعب النجم الأحمر
ملعب النجم الأحمر هو ملعب متعدد الاستخدام يقع في بلغراد عاصمة صربيا . غالبا ما يتم استخدامه لمباريات كرة القدم . يسع الملعب لجلوس 55 ألف متفرج . يعتبر الملعب الرسمي الذي يخوض فيه منتخب صربيا مبارياته الدولية . تم افتتاح الملعب في سنة 1960 .